# Grupo N.º 4 da RAAF
O Grupo N.º 4 da RAAF foi um grupo da Real Força Aérea Australiana (RAAF). Foi formado em Melbourne em setembro de 1942 como parte de uma reorganização da força aérea que viu as funções de manutenção transferidas dos comandos de área para grupos funcionais dedicados. Em julho de 1947, o grupo N.º 4 foi renomeado para Grupo de Manutenção. A estrutura de comando da área foi substituída por um sistema de comando funcional em outubro de 1953, e o Grupo de Manutenção foi reformado como Comando de Manutenção.

## História
Em 23 de maio de 1942, o primeiro-ministro australiano John Curtin concordou com uma proposta do Vice-marechal do ar George Jones, o Chefe do Estado-Maior da RAAF, de estabelecer até cinco grupos de manutenção como parte de uma reorganização mais ampla da força aérea ao longo de linhas funcionais semi-geográficas. Esses grupos deveriam ter a tarefa de apoiar os cinco comandos de área operacional da RAAF. O Grupo N.º 5 foi o primeiro a ser estabelecido; foi formado em 1 de junho de 1942, com sede em Sydney, e dissolvido em 13 de janeiro de 1946.
O Grupo N.º 4 foi o único outro grupo de manutenção formado pela RAAF. Foi erguido em 14 de setembro de 1942, sob o comando do Comodoro Arthur Murphy, e com sede em Melbourne. O Grupo N.º 4 foi responsável pela administração das unidades de manutenção da RAAF localizadas em Victoria, Tasmânia e Austrália Meridional. No início de 1943, o grupo reportava-se directamente à sede da RAAF.
Em 19 de julho de 1947, o grupo foi renomeado como Grupo de Manutenção. No mesmo mês, a sua sede começou a ser realocada de Irving Road, Toorak, para Albert Park Barracks. Em outubro de 1953, o sistema de áreas de comando da RAAF foi substituído por um sistema de comando funcional composto por comandos. A sede do Grupo de Manutenção em Melbourne foi então reformada como sede do Comando de Manutenção.